# La spada del samurai
(Musashi Miyamoto, quindicesimo precetto del Dokkodo (La via della solitudine), 1645)
La spada del samurai (Sword of Honour) è un romanzo storico scritto da David Kirk, ed è il secondo volume della sua serie incentrata sul samurai Miyamoto Musashi. Il romanzo è stato tradotto in italiano per la Newton Compton Editori.

## Trama
Il libro è diviso in cinque parti, ognuna delle quali incomincia con un interludio.
1. Veglia
2. Stranieri
3. Il colore del tè
4. I due cieli come uno
5. Rambo

### Sinossi
Sono passati pochi giorni dalla fine della battaglia di Sekigahara, dove la coalizione pro-Toyotomi di Ishida Mitsunari è stata distrutta da quella pro-Tokugawa il cui capoclan Ieyasu ha riunificato il Giappone diventandone lo Shōgun. La battaglia, pur avendo visto Bennosuke Shinmen (ovvero Miyamoto Musashi) combattere con valore, alla fine gli ha aperto gli occhi: per lui ormai il bushido, la Via del Samurai, è solo un pretesto per morire futilmente per degli spietati signori alla ricerca di un egoistico potere, chiamandolo gloria e onore. Dopo essersi ripromesso di non seguire più quella via e di combattere per sé stesso come un ronin, ovvero un "senza-padrone", Bennosuke fa la conoscenza di un altro reduce della coalizione pro-Toyotomi, il quale, incapace di cercare giustizia contro il Kobayakawa che tradì i suoi alleati schierandosi dalla parte dei Tokugawa, fa per togliersi la vita; Bennosuke tenta di convincerlo a continuare a vivere, raccontandogli la sorte del padre Munisai, che nel libro precedente si auto-eseguì il suicidio rituale del seppuku pensando di salvare il suo onore, e quella di tutti coloro che sono morti per i capricci dei loro signori quando invece potevano vivere e conseguire le loro ambizioni, ma invano.
1603. Musashi si trova in compagnia di un certo Jiro, un vecchio arciere e pescatore, anche lui un ronin che ha servito Mitsunari. I due vivono da "senza padroni" da tempo, finché, una sera, Jiro si dirige verso una cittadina nei pressi della foresta dove cacciano perché la corda del suo arco si è spezzata, e la raggiunge ignorando i consigli di Musashi e approfittando del sonno di quest'ultimo. Svegliatosi, il giovane senza padrone lo raggiunge in poco tempo, e lo trova morto dissanguato e legato a un palo, giustiziato dal samurai che funge da boia del villaggio. Fuori di sé dalla rabbia, Musashi prende a sberle il samurai, il fabbricante d'archi Nobutsura che ha tradito Jiro e il ministro-capo della cittadina, e costringe quest'ultimo a slegare Jiro e seppellirlo. Nagayoshi Akiyama, uno degli adepti della scuola di Yoshioka, viene a sapere della faccenda da bocca di un suo collega, e sfortuna vuole che anche il samurai malmenato da Musashi sia uno degli Yoshioka. Akiyama è dunque incaricato di uccidere il "senza-padrone", ma fallisce più volte e viene quasi ucciso nel tentativo; durante l'inseguimento, però, incomincia a comprendere le parole di Musashi, che detesta quelli che servono gli inetti e gli egoisti. Musashi affronta apertamente Akiyama solo alla fine e lo sconfigge, ma poi, pieno di compassione, lo porta in un villaggio sperduto dove vivono una donna e una bambina, e le supplica di curarlo. La bambina si chiama Ameku, mentre la donna sua madre adottiva, cieca ma abile col telaio, si chiama Yae: vengono entrambe da Ryukyu, e sono entrambe cresciute con i loro monaci, prima che i Tokugawa li sterminassero e si portassero con loro le due donne nove anni prima; Yae però conobbe Amaku solo tre anni prima degli avvenimenti presenti in quanto crebbero sotto gruppi monastici diversi. Musashi accende il fuoco per madre e figlia adottiva, e le due lo ricompensano curando Akiyama. Ristabilitosi quest'ultimo, Miyamoto intende raggiungere Kyoto e battersi con i mandanti del proprio assassinio, in compagnia di Akiyama, Yae e Ameku.
Dopo una sosta nella città e una poco amichevole conoscenza con un samurai al servizio dei Tokugawa, i quattro si stabiliscono nei pressi del monte Hiei, ai piedi della città, dove vivono alcuni monaci sopravvissuti al massacro perpetrato da Oda Nobunaga. Musashi incomincia così ad addestrarsi per sfidare gli Yoshioka, una potente scuola di samurai (i quali, pur avendo come loro quarto capo Seijuro, succeduto al padre Naokata in quanto colpito da una malattia, sono de facto capitanati dal loro campione Tadanari Kozei). Poco dopo, Denshichiro, uno degli eredi degli Yoshioka e secondogenito di Naokata, viene a sapere che Akiyama ha tradito la loro scuola e si pone a capo di una spedizione punitiva insieme al fratello maggiore Seijuro e a sei suoi sottoposti. Denshichiro uccide Akiyama, mentre Musashi stermina i suoi sottoposti. Saputo delle abilità di quest'ultimo, Seijuro istiga gli Yoshioka ad invitarlo a una sfida, che si svolgerà il giorno dopo alla brughiera del tempio di Rendai, all'ora del gallo. Musashi vi arriva in ritardo di proposito, sconfigge facilmente Seijuro, ferendolo gravemente, e lo scaccia via, umiliando lui e tutta la scuola; ovviamente i samurai Yoshioka la prendono male e tentano di ucciderlo, ma Goemon Inoue, capitano servitore dei Tokugawa a Kyoto, interviene salvando Musashi, che fa poi arrestare senza però che gli venga fatto alcun male. Saputo dell'accaduto, il furente Denshichiro accusa pubblicamente il capitano di essere un agente dei Tokugawa per umiliare gli Yoshioka. Nonostante questi ultimi abbiano stretto un patto di lealtà con i Tokugawa, tra le due fazioni corre difatti cattivo sangue, come testimoniano Goemon e il suo servitore Onodera, da tutti chiamato la Capra: questi ultimi due ritengono che alcuni attentati, compreso l'incendio nel quartiere di Shinmachi provocato da alcuni samurai stufi del governo Tokugawa, siano stati istigati dagli Yoshioka stessi. Denshichiro esige una sfida tra lui e Musashi: Goemon acconsente, ma fa in modo che la sfida si svolga dopo quindici giorni.
Durante tale periodo, Seijuro muore per le ferite riportate contro Musashi, e Denshichiro gli succede così come quinto capo degli Yoshioka. Musashi raggiunge infine Denshichiro al Palazzo delle Trentatré Porte sulle rive orientali del fiume Kamo: nonostante l'avversario gli blocchi ogni via di fuga servendosi di otto samurai, tra i quali Ujinari Kozei, figlio di Tadanari, Musashi, con le sue due spade, uccide gli otto samurai e manda in fuga Denshichiro. Preso dalla disperazione per la morte del figlio Ujinari, Tadanari ordina la morte di Musashi, ma i suoi uomini riescono solo a uccidere persone a caso che gli assomigliano. Passato lo sfogo, Tadanari ordina a Denshichiro di indossare la fascia degli Yoshioka, diventandone così il nuovo capo, ma questi rifiuta e insiste nel lasciare perdere Musashi, o di assassinarlo se non è possibile; per tutta risposta, Tadanari gli taglia la gola con la sua spada, e sesto capo degli Yoshioka diventa il piccolo Matashichiro, ultimogenito di Naokata. Tadanari ordisce un piano per attirare a loro Musashi e ucciderlo: Matashichiro in persona eseguirà il cerimoniale seppuku, poiché la sconfitta dei suoi fratelli è troppo grande da sopportare, a meno che Musashi non venga ad affrontare il suo campione entro la stessa notte. Per essere certi che il piano vada a buon fine, gli Yoshioka portano scompiglio a Edo per convincere il popolo che Musashi è un agente mandato dai Tokugawa per umiliare gli Yoshioka. Goemon e il suo servitore Onodera si sforzano per fermarli, con successi alternati, e addirittura la Capra si sacrifica per difendere il suo signore da uno degli attentati. Musashi viene a sapere della cosa solo all'alba del giorno seguente, ma ode anche che Yae è stata uccisa e Ameko è stata portata via. Raggiunge quindi di corsa il castello degli Yoshioka, si fa strada tra i loro uomini e si trova di fronte a Tadanari e Matashichiro. A quel punto il primo decapita il secondo a tradimento, e segue una dura lotta nella quale il giovane riesce infine a uccidere Tadanari, che muore spezzandosi la spina dorsale contro un masso; il ronin viene però raggiunto da alcuni cittadini che lo accusano della distruzione della zona e dell'uccisione del piccolo Matashichiro, e preso di nuovo prigioniero.
Ritrovatosi nella cella della guarnigione Tokugawa, Musashi rivede Goemon, che lo giudica innocente del fatto in quanto sono stati gli Yoshioka a sfidarlo e a commettere tutte le atrocità commesse finora. Grato di aver "liberato" Kyoto dagli Yoshioka, Goemon gli rivela che Yae e Ameko sono ancora vive e sono soltanto partite per Edo, e concede al senza-padrone di lasciare liberamente la città di Kyoto, cosa che egli fa senza indugi, libero di seguire il suo destino.

## Personaggi
- Bennosuke Shinmen: protagonista della serie, ora chiamato Miyamoto Musashi.
- Tadanari Kozei: campione della scuola di Yoshioka, di cui è il signore de facto.
- Ujinari Kozei: figlio di Tadanari, è un abile samurai che si unirà agli otto samurai di Denshichiro nella di lui crociata contro Bennosuke/Musashi.
- Seijuro Yoshioka: quarto capo adepto e formale della dinastia degli Yoshioka, succede al padre Naokata in quanto gravemente malato.
- Denshichiro Yoshioka: fratello di Seijuro e secondogenito di Naokata, impulsivo e arrogante.
- Matashichiro Yoshioka: ultimogenito di Naokata; dopo la morte dei fratelli Seijuro viene scelto come nuovo capo degli Yoshioka pur essendo soltanto un bambino.
- Nagayoshi Akiyama: è un samurai al servizio degli Yoshioka, e viene incaricato da quest'ultimo per uccidere Musashi; viene sconfitto da quest'ultimo nel loro combattimento finale, ma si schiera dalla sua parte dopo essere stato da lui curato.
- Yue: è una donna di Ryukyu; è cieca, ma abile con il telaio. Fu portata in Giappone dai Tokugawa, nove anni prima degli eventi del libro, dopo che questi gli avevano sterminato i suoi amici monaci.
- Ameko: proveniente anch'ella da Ryukyu, è la figlia adottiva di Yue. Le due si sono conosciute solo tre anni prima degli avvenimenti del libro.
- Goemon Inoue: capitano servitore dei Tokugawa e alleato degli Yoshioka, che gli obbediscono pur controvoglia.
- Onodera: chiamato dai più la Capra, è un fedele servo di Goemon.

## Edizioni
- David Kirk, La spada del samurai, traduzione di Rosa Prencipe, Nuova Narrativa Newton, Roma, Newton Compton Editori, 25 febbraio 2016,  p. 430, ISBN 978-88-5418-889-1.

- David Kirk, La spada del samurai, traduzione di Rosa Prencipe, tascabile, Gli Insuperabili, Roma, Newton Compton Editori, 30 novembre 2017,  p. 401, ISBN 978-88-2271-193-9.